# Espial Group Inc.
Espial Group Inc.（エスピアル グループ インク）は、カナダのソフトウェア開発企業。本社をカナダのオタワに置き、米国、ヨーロッパ、日本に支社支部を持つ。カナダのトロント証券取引所（Toronto Stock Exchange）に上場している。あらゆるデバイス上のユーザーエクスペリエンス (UX) を革新する企業である。ウェブブラウザ「Espial HTML5 Browser」、クラウドビデオプラットフォーム「Espial Elevate Cloud」の開発元として知られる。

## 歴史
1997年Jaison Dolvane（現CEO）とKumanan Yogaratnam（現CTO）によって設立される。組込み機器向けウェブブラウザの開発販売を開始。
2007年カナダのトロント証券取引所（Toronto Stock Exchange）に上場。
2008年Kasenna社を買収しMediaBase製品でビデオ・オン・デマンド(VOD)サーバーを開発販売。
2012年ANT社を買収しブラウザのHbbTV対応を加速。
2015年Bluestreak Technologies社を買収し、クライアントビジネスを拡大。
2019年Enghouse Systems社の一員となる。

## 主な製品
- Espial HTML5 Browser - WebKitベースの組込み機器向けウェブブラウザ[2]
- Espial HTML5 Browser TV Service Extension - WebKitベースのTV向けウェブブラウザ[3]

- Espial G4 Clients - Espial HTML5 BrowserをベースとしたアプリケーションフレームワークとUXフレームワーク[4]

- Espial MSP - IPビデオプラットフォーム[5]

- Espial Elevate Cloud - SaaS型ターンキー・クラウドホスティング・ビデオプラットフォームソリューション[6]

## 参照
1. ↑  Espial HTML5 Browser
2. ↑  Espial HTML5 Browser TV Service Extension
3. ↑  Espial G4 Clients
4. ↑  Espial MSP
5. ↑  Espial Elevate Cloud